# Comuna Hultsfred
Hultsfred (Hultsfreds kommun) este o comună din comitatul Kalmar län, Suedia, cu o populație de 13.635 locuitori (2013).

## Geografie

### Zone urbane
Lista celor mai mari zone urbane din comună (anul 2015) conform Biroului Central de Statistică al Suediei:
| Nr | Zona urbană | Pop.  |
| -- | ----------- | ----- |
| 1  | Hultsfred   | 5.510 |
| 2  | Virserum    | 1.769 |
| 3  | Målilla     | 1.348 |
| 4  | Mörlunda    | 857   |
| 5  | Silverdalen | 681   |
| 6  | Järnforsen  | 510   |
| 7  | Vena        | 394   |
| 8  | Rosenfors   | 267   |

## Demografie
| \| Evoluția demografică în comuna Hultsfred, 1970–2015 \| Evoluția demografică în comuna Hultsfred, 1970–2015 \| Evoluția demografică în comuna Hultsfred, 1970–2015 \| Evoluția demografică în comuna Hultsfred, 1970–2015 \| Evoluția demografică în comuna Hultsfred, 1970–2015 \| \| ----------------------------------------------------------------------------------------------------- \| --------------------------------------------------- \| --------------------------------------------------- \| --------------------------------------------------- \| --------------------------------------------------- \| \| An \| \| \| Locuitori \| \| \| 1970 \| 1970 \| \| 19550 \| 19550 \| \| 1975 \| 1975 \| \| 18422 \| 18422 \| \| 1980 \| 1980 \| \| 17794 \| 17794 \| \| 1985 \| 1985 \| \| 16961 \| 16961 \| \| 1990 \| 1990 \| \| 17020 \| 17020 \| \| 1995 \| 1995 \| \| 16762 \| 16762 \| \| 2000 \| 2000 \| \| 15163 \| 15163 \| \| 2005 \| 2005 \| \| 14456 \| 14456 \| \| 2010 \| 2010 \| \| 13696 \| 13696 \| \| 2015 \| 2015 \| \| 13919 \| 13919 \| \| Sursa: SCB - Statistika Centralbyrån, Folkmängd efter region, civilstånd, ålder och kön. År 1968–2016 \| \| \| \| \| |      |  |           |       |
| Evoluția demografică în comuna Hultsfred, 1970–2015 |      |  |           |       |
| An |      |  | Locuitori |       |
| 1970 | 1970 |  | 19550     | 19550 |
| 1975 | 1975 |  | 18422     | 18422 |
| 1980 | 1980 |  | 17794     | 17794 |
| 1985 | 1985 |  | 16961     | 16961 |
| 1990 | 1990 |  | 17020     | 17020 |
| 1995 | 1995 |  | 16762     | 16762 |
| 2000 | 2000 |  | 15163     | 15163 |
| 2005 | 2005 |  | 14456     | 14456 |
| 2010 | 2010 |  | 13696     | 13696 |
| 2015 | 2015 |  | 13919     | 13919 |
| Sursa: SCB - Statistika Centralbyrån, Folkmängd efter region, civilstånd, ålder och kön. År 1968–2016 |      |  |           |       |